# Singer Usha
Usha (nacida el 29 de mayo de 1980 en Nagarjuna Sagar, Andhra Pradesh), conocida profesionalmente como Singer Usha, es una cantante de playback india, intérprete de la música telugu. Con una carrera de unos 10 años, que se ha establecido como una de las intérpretes principales dentro de la industria del cine telugu y ha trabajado con muchos reconocidos directores de música.

## Carrera
Usha comenzó su carrera como cantante con "Paadutha Teeyaga", un programa de televisión difundida por la red ETV Network, organizado por el reconocido cantante Sripathi Panditharadhyula Balasubrahmanyam. Se puso de pie por primera vez en una competición y más adelante, continuó por ganar otro concurso musical llamado "Navaragam", difundida por la red Gemini TV.
Usha participó en varios programas musicales difundidas por televisión entre 1996 y el 2000. Su actuación en "Endaro Mahanubhavlu", difundida por la red Gemini TV, ganó el aprecio y los aplausos por parte de la audiencia. Más adelante participó en el "Meri Awaz Suno", difundida por la red Star TV y fue una de las finalistas en toda la India. También participó en varios programas hindi en diferentes canales televisivos como Employee LTV y Zee TV.

## Filmografía
Usha ha trabajado como cantante de playback, con reconocidos directores de música como Ilaiyaraaja, M. M. Keeravani, Koti, Mani Sharma, Vandemataram Srinivas, Devi Sri Prasad, Kamalakar, RP Patnaik, Chakri, Yuvan Shankar Raja, Ramana Gogula y entre otros, en las siguientes películas:
- Manorama (2009)
- Ee Vayasulo (2009)
- Junction (2008)
- Mr. Gireesam (2008)
- Sri Medaram Sammakka Sarakka Mahatyam (2008)
- Gunde Jhallumandi (2008)
- Pandurangadu (2008)
- Erra Samudram (2008)
- Pourudu (2008)
- Bhadradri (2008)
- Ontari (2008)
- Athidhi (2007)
- Bhayya (2007)
- Chiruta (2007)
- Aa Roje (2007)
- Kalyanam (2007)
- Manchukurise Velalo (2007)
- Missing (2007)
- Pulakintha (2006)
- Amma Meeda Ottu (2005)
- Avunanna Kaadanna (2005)
- Ayodhya (2005)
- Bhadra (2005)
- Dhairyam (2005)
- Evadi Gola Vaadidi (2005)
- Friendship (2005)
- Good Boy (2005)
- Guru (2005)
- Manchukurise Velalo (2005)
- Meenakshi (2005)
- Moguds Pellams (2005)
- Pellam Pitchodu (2005)
- Pourusham (2005)
- Sada Mee Sevalo (2005)
- Satti (2005)
- Shravana Masam (2005)
- Thakadimitha (2005)
- Venkat Tho Alivelu (2005)
- Aa Naluguru (2004)
- Aadi C/O ABN College (2004)
- Apuroopam (2004)
- Avunu Nijame (2004)
- Jai (2004)
- Koduku (2004)
- Maa Ilavelpu (2004)
- Nayudamma (2004)
- Preminchukunnam Pelliki Randi (2004)
- Sreenu C/O Anu (2004)
- Sreenu Vasanthi Laxmi (2004)
- Swamy (2004)
- Tapana (2004)
- Thanks (2004)
- Varsham (2004)
- Aadanthe Ado Type (2003)
- Aayudham (2003)
- Appudappudu (2003)
- Dil (2003)
- Fools (2003)
- Golmaal (2003)
- Janaki Weds Sriram (2003)
- Johnny (2003)
- Kaartik (2003)
- Kalyanam (2003)
- Maa Bapubommaku Pellanta (2003)
- Missamma (2003)
- Neeku Nenu Naaku Nuvvu (2003)
- Nijam (2003)
- Sambhu (2003)
- Aahuti (2002)
- Allari Ramudu (2002)
- Ammulu (2002)
- Andam (2002)
- Anveshna (2002)
- Chance (2002)
- Dhanush (2002)
- Eeswar (2002)
- Gemini (2002)
- Girl Friend (2002)
- Hai (2002)
- Indra (2002)
- Jayam (2002)
- Jenda (2002)
- Jodi No.1 (2002)
- Kubusam (2002)
- Manasundi...Ra! (2002)
- Memu (2002)
- Nee Premakai (2002)
- Nee Sneham (2002)
- Neethodu Kaavali (2002)
- Nenu Ninnu Premistunnanu (2002)
- Ninne Cherukunta (2002)
- Nuvve Nenu Nene Nuvvu (2002)
- Pellam Oorelithe (2002)
- Premante (2002)
- Prudhvi Narayana (2002)
- Santhosham (2002)
- Sreeram (2002)
- Toli Parichayam (2002)
- Vachinavaadu Suryudu (2002)
- Ammo Bomma (2001)
- Badrachalam (2001)
- Manasantha Nuvve (2001)
- Nuvvu Leka Nenu Lenu (2001)
- Nuvvu Nenu (2001)
- Premaku Swagatham (2001)
- Shivudu (2001)
- Takkari Donga (2001)
- Vechi Vunta (2001)
- Baachi (2000)
- Chitram (2000)
- Shubhavela (2000)
- Chantigadu
- Colours
- Pavan Subbalakshmi Preminchukunnarata
- Ramma ! Chilakamma
- Rowdi